# Ligne Mollerussa - Balaguer
La ligne de Mollerussa à Balaguer est une ancienne ligne de chemin de fer espagnole reliant les comarques du Pla d'Urgell et de la Noguera. La ligne a été construite et exploitée par la compagnie de chemin de fer de Mollerussa à Balaguer jusqu'en 1951, date de sa fermeture.

## Description
La ligne de 18 kilomètres de long était à écartement métrique et disposait de huit gares. La ligne possédait deux embranchements, l'un de 2 km à Menàrguens, l'autre de 1,3 km vers El Merlet. La ligne était utilisée pour transporter des matériaux de construction destinés au barrage de Camarasa et pour transporter du sucre de l'entreprise Azucarera de España. 

## Histoire
À ses origines, il était prévu de pouvoir transporter la betterave vers la sucrerie de Menàrguens via cette ligne. Les plantations de betterave sucrière occupaient de vastes étendues de terres dans la Noguera, l'Urgell, le Segrià, les Garrigues et la Llitera. Elle a commencé à être construite en 1899 par la société Manuel Bertran i Cia., un industriel de Barcelone, mais son inauguration définitive n’a eu lieu qu’en 1905. 

### Chronologie
- 1899 : Début de la construction de la ligne
- 1905 : Inauguration de la ligne.
- 1950 : Fermeture de l'embranchement  de Menàrguens.
- 1951 : Fermeture définitive de la ligne.